# Воронов Іван Дмитрович
Іван Дмитрович Воронов (нар. 6 січня [19 січня] 1915, Новий Мілет, Балашихинського району Московської області — пом. 6 серпня 2004, Москва) — радянський актор театру і кіно. Лауреат двох Сталінських премій (1946, 1950) і Державної премії РРФСР ім. К. С. Станіславського (1985). Народний артист РРФСР (1962).

## Біографія
Іван Воронов народився 6 (19) січня 1915 в селі Новий Мілет (нині — Московської області). Навчався в Театральному училищі ім. Вс. Мейєрхольда. Після другого курсу був переведений в трупу Театру ім. Вс. Мейєрхольда. Після розформування театру Мейєрхольда грав в Госцентюзе, в 1942—1944 роках-артист комсомольсько-молодіжного Фронтового театру при Всеросійській театральній спілці, з 1944 року — служив в Центральному Дитячому театрі.
Іван Воронов помер 6 серпня 2004 року. Похований в Москві на Ваганьковському кладовищі.
Син — Микита Іванович Воронов (1950—2015), сценарист, режисер-документаліст. Зняв фільм про життя своєї родини під назвою «Годинник і роки».

## Фільмографія
1. 1954: Небезпечні стежки — Майборода
2. 1955: У квадраті 45 — Диверсант
3. 1956: Перші радості — Полотєнцев
4. 1956: Хазяйка готелю — граф Альбафьоріта
5. 1957: Незвичайне літо — Полотєнцев
6. 1957: Розповіді про Леніна — Григорій Михайлович Бєлов
7. 1958: Сампо — коваль Ільмарінен
8. 1961: На початку століття — Жандармський полковник
9. 1963: Понеділок — день важкий — Юрій Андрійович Христофоров
10. 1964: Острів Колдун — Капітан іноземного бота
11. 1967: Митя (телеспектакль) — Дударов
12. 1967: Три дні Віктора Чернишова — епізод
13. 1968: Лицар мрії — Реджо
14. 1972: Вільний час (телеспектакль) — батько Валерія Потєхіна
15. 1973: Пушкінські казки (фільм-спектакль) — Цар
16. 1978: Версія полковника Зоріна — Федір Пилипович Баранько
17. 1978: Стратегія ризику — Журавльов
18. 1979: Екіпаж — Сергій Миколайович
19. 1980: Ідеальний чоловік — Месон
20. 1980: Призначення — Юрій Петрович Лямін
21. 1981: Небезпечний вік — Міністр
22. 1981: Від зими до зими — учасник наради
23. 1982: Слідство ведуть ЗнаТоКі. Він десь тут — Дмитро Савелійович
24. 1986: Михайло Ломоносов — Герард Фрідріх Міллер

## Театральні роботи
- «Ревізор» Миколи Гоголя — Ляпкин-Тяпкін[2].
- " Лихо з розуму " Олександра С. Грибоєдова — Павло Опанасович засланні
- " Мертві душі " Миколи Гоголя — Ноздрьов
- «Місто майстрів» Т. Г. Габбе — Караколь
- " Бідність не порок " Олександра Островського — Митя[2]
- « Не було ні гроша, та раптом алтин» Олександра Островського — Епішкін[2]
- «Два капітани» Веніаміна Каверіна — Микола Антонович[2]
- «Я хочу додому» Сергія Михалкова — Умпаніс
- «Нерівний бій» Віктора Розова — Роман
- «Вороги» Максима Горького — Захар Бардін
- «Казка про втрачений час» Євгена Шварца — Василь Прокопович
- «Слідство» Н. І. Воронова — Директор школи
- «Знедолені» Віктора Гюго — Жан Вальжан
- « Маленький лорд Фаунтлерой» Френсіса Бернетт — Старий лорд

«Король Матіуш Перший». Януш Корчак. — Військовий міністр. «Том Сойєр». М. Твен. — індіанець Джо. «Борис Годунов». А. С. Пушкін — цар Борис. «Чінчрака». Г. Нахуцрішвілі. — Бах-Бах дев. «Карусель» — Лентяй «Рамаяна». Індійський епос (п'єса Наталії Гусєвої) — Равван. «Одруження». Микола Гоголь. — Кочкарев. «Дубровський». Олександр Пушкін. — Троєкуров. «Недоросль». Денис Фонвізін. — Простаков.

## Нагороди та звання
- Народний артист РРФСР (1962).
- Заслужений артист РРФСР (1952).
- Орден «Знак Пошани» (1967).
- Медаль ордена «За заслуги перед Вітчизною» I ступеня (14 січня 2002 року) — за багаторічну плідну діяльність у галузі культури і мистецтва, великий внесок у зміцнення дружби і співпраці між народами[4].
- Медаль ордена «За заслуги перед Вітчизною» II ступеня (30 травня 1997 року) — за заслуги перед державою, вагомий внесок у зміцнення дружби і співпраці між народами, багаторічну плідну діяльність у галузі культури і мистецтва[5] .
- Сталінська премія другого ступеня (1946) — за виконання ролі Каракол в спектаклі «Місто майстрів» Тамара Габбе .
- Сталінська премія третього ступеня (1950) — за виконання ролі Умпаніса в спектаклі «Я хочу додому» Сергія Михалкова.
- Державна премія РРФСР імені К. С. Станіславського (1985) — за виконання ролі Жана Вальжана у виставі «Знедолені» за В. Гюго.